# Как вода для шоколада (фильм)
«Как вода для шоколада» (исп. Como Agua Para Chocolate, англ. Like Water for Chocolate) — кинофильм Альфонсо Арау. Экранизация романа популярной мексиканской писательницы Лауры Эскивель.

## Сюжет
1910 год, Северная Мексика, незадолго до революции. Тита и Педро влюбляются друг в друга. Педро идёт со своим отцом свататься к матери Титы. Донья Элена отказывает, ссылаясь на семейную традицию, согласно которой младшая дочь в семье должна ухаживать за матерью до самой её смерти. Взамен донья Элена предлагает старшую сестру Титы — Росауру. Педро, желающий быть поближе к Тите, соглашается. Донья Элена предупреждает Титу, что ей нельзя приближаться к Педро. Во время приготовления блюд для свадьбы, Тита плачет и роняет несколько слезинок в тесто для торта. Из-за этого гости отравляются, а мать Титы думает, что она специально добавила рвотное в торт, чтобы испортить свадьбу сестры. Через некоторое время Росаура рожает от Педро сына Роберто, но у неё нет молока, чтобы накормить ребёнка. Тогда Тита начинает кормить его своей грудью, из-за чего Тита и Педро начинают встречаться чаще. Донья Элена, заподозрив неладное, отправляет Педро, Росауру и Роберто к своему двоюродному брату в Сан-Антонио (Техас). Там Роберто, лишённый молока Титы, умирает от голода. Тита узнав об этом, входит в ступор и Донья Элена отправляет её в сумасшедший дом. Доктор Браун, влюблённый в Титу, решает оставить её у себя дома. Через некоторое время Тита приходит в себя. В это время на ранчо, где живёт донья Элена, нападают бандиты и убивают её. Донья Элена оставила дом Росауре, и она приезжает вместе с Педро. К ним снова переезжает Тита. Через некоторое время Росаура рожает дочь Эсперансу и узнаёт, что больше не сможет иметь детей. Педро изменяет ей с Титой. Росаура, узнав об этом, запрещает Тите приближаться к её дочери, пригрозив выгнать её из дома. Тита узнаёт о желании Росауры продолжить семейную традицию и что она не разрешит своей дочери выходить замуж. 1934 год: Эсперанса выходит замуж и уезжает из дома, её мать Росаура умерла от несварения за несколько лет до этого. Педро и Тита, оставшись в доме одни, сгорают в пожаре.

## В ролях
- Рехина Торне — Элена, мать Титы
- Луми Кавасос — Тита
- Марко Леонарди — Педро
- Марио Иван Мартинес — доктор Браун
- Ада Карраско — Нача
- Ярели Арисменди — Росаура
- Клодетт Майе — Гертруда
- Пилар Аранда — Ченча

## Производство
Съемки проходили в нескольких локациях в США, но в основном была зайдействована Мексика, в штате Тласкала, Мехико послужил главной площадкой. Важным местом съемок выступил Сьюдад Акунья, город в мексиканском штате Коауила, расположенный на берегу реки Рио-Гранде.Д 

## Награды
Романтическая картина завоевала несколько премий «Ариэль», вручаемых Мексиканской киноакадемией (в том числе номинация за лучший фильм). Кроме того, фильм был номинирован на 51-церемонии вручения премии «Золотой глобус» (лучший фильм на иностранном языке) и выдвинут на соискание британской премии BAFTA.